# Notomyotida
Los notomiótidos (Notomyotida) son un orden de equinodermos asteroideos de profundidad. Posee brazos flexibles con bandas de músculos longitudinales a lo largo de su superficie dorsolateral interna. Incluye unas 75 especies en 12 géneros y 1 familia (Benthopectinidae).
El disco generalmente es pequeño. Presenta 5 radios muy largos atenuados dorsoventralmente y que se mueven longitudinalmente gracias a la presencia de bandas de músculos muy flexibles. El endoesqueleto es reticulado. Las zonas interradiales son pequeñas. Las placas abactinales y actinales están presentes. Las placas súperomarginales son esencialmente paxiliformes pero están más o menos reducidas. Las placas marginales están bien desarrolladas. Las placas orales son prominentes. Las zonas paxilares están reducidas en algunas especies. Las pápulas están limitadas a las áreas proximales, frecuentemente están distribuidas en la base de los radios formando grupos. Las placas adambulacrales son relativamente grandes pero superan en número a las marginales. Los pies ambulacrales son tetraseriados y poseen ventosa terminal. Los pedicelarios son pectinados, en algunas especies son valvados y espiniformes. Las espinas son significativamente delgadas y afiladas.
- Familia Benthopectinidae Verrill, 1894[3]
  - género Acontiaster Döderlein, 1921
  - género Benthopecten Verrill, 1884
  - género Cheiraster Studer, 1883
  - género Gaussaster Ludwig, 1910
  - género Myonotus Fisher, 1911
  - género Nearchaster Fisher, 1911
  - género Pectinaster Perrier, 1885
  - género Pontaster Sladen, 1885